# 蒲东街道 (沈阳市)
蒲东街道，是中华人民共和国辽宁省沈阳市辽中区下辖的一个乡镇级行政单位。蒲东街道办事处办公地址为辽中区滨水路26号。

## 行政区划
桥头溪乡下辖以下地区：
胜利社区、新华社区、新兴社区、兴工社区、平安社区、文华社区、化工社区、利民社区、新光社区、福利社区、财旺社区、育才社区、实验社区、光明社区、纺纱社区、建设社区、西环社区、北环社区、红旗社区、建材社区、近海新苑社区、乌伯牛村、回民村、徐家屯村、年家屯村、吴家屯村、东荒地村、腰荒地村、达子营村、勾刘村、小邦牛村、敖司牛村和孙家万村。